# Ralph Amoussou
Pour les articles homonymes, voir Amoussou.
Nick Ralph Amoussou, dit Ralph Amoussou, est un acteur français, né le 3 mai 1989 à Paris.

## Biographie

### Jeunesse et formation
Né à Paris sous le nom de Nick Ralph Amoussou, il grandit au Nigéria et au Bénin jusqu’à l'âge de 12 ans. De retour en France, sa mère l'inscrit à un cours de théâtre pour vaincre sa timidité et pour perdre son accent anglophone africain. « J'ai l'habitude de jouer avec », explique-t-il. Sa mère l'a nommé Ralph en hommage à Ralph Abernathy et Ralph Ellison ; il a décidé de changer son prénom quand il est devenu acteur. Il a utilisé son nom complet, Nick Ralph Amoussou, au début de sa carrière. 
Côté formation, il intègre en 2006 l'école du studio d'Asnières où il reste deux ans,.
Ralph Amoussou est bilingue en français et anglais.

### Carrière
En 2006, Ralph Amoussou fait ses débuts au cinéma dans Les Enfants du pays de Pierre Javaux, au côté de Michel Serrault, où il interprète un jeune tirailleur sénégalais envoyé sur le front des Ardennes en 1940.
En 2009, son rôle dans Aide-toi, le ciel t'aidera de François Dupeyron, lui vaut d'être nommé pour le César du meilleur espoir masculin. Il part ensuite poursuivre sa formation aux Susan Batson Studios à New York.
Il tourne ensuite dans Vénus noire d'Abdellatif Kechiche, Les Tuche  d'Olivier Baroux avec Jean-Paul Rouve et Isabelle Nanty, Les Mythos de Denis Thybaud, Goodbye Morocco de Nadir Moknèche, Des étoiles de Dyana Gaye.
À la télévision et sur les plateformes, Ralph Amoussou participe à des téléfilms et des séries : Toussaint Louverture (2012) de Philippe Niang, La Commune (2007) de Philippe Triboit, Missions (2019) de Julien Lacombe, Marianne (2019) et Transatlantique (2023) sur Netflix, et Split (2023) sur France.tv Slash.
En 2023, il incarne le mousquetaire Hannibal, un personnage fictif inspiré de Aniaba, le prince d'Assinie, filleul de Louis XIV, le premier mousquetaire noir de l'Histoire en Europe et premier officier noir de l'armée française,, dans Les Trois Mousquetaires : Milady de Martin Bourboulon.

## Filmographie

### Cinéma

#### Longs métrages
- 2006 : Les Enfants du pays de Pierre Javaux : Bha
- 2008 : Aide-toi, le ciel t'aidera de François Dupeyron : Victor
- 2010 : Vénus noire d'Abdellatif Kechiche : Harry
- 2011 : Nos résistances de Romain Cogitore : l'Ours
- 2011 : Les Tuche d'Olivier Baroux : Georges Diouf
- 2011 : De bon matin de Jean-Marc Moutout : Youssef
- 2011 : Les Mythos de Denis Thybaud : Moussa
- 2011 : Will d'Ellen Perry : Serge
- 2012 : Au galop de Louis Do de Lencquesaing  : Louis
- 2012 : Goodbye Morocco de Nadir Moknèche : Gabriel
- 2013 : Les Petits Princes de Vianney Lebasque : El Malah
- 2013 : Diaz : un crime d'État (Diaz: Don't Clean Up This Blood) de Daniele Vicari : Étienne
- 2014 : Des étoiles de Dyana Gaye : Thierno
- 2015 : Les Tuche 2 : Le Rêve américain d'Olivier Baroux : Georges Diouf
- 2016 : La Fine Équipe de Magaly Richard-Serrano : Marlon
- 2017 : Par instinct de Nathalie Marchak : Tony
- 2017 : La Vie de château de Modi Barry et Cédric Ido : Julius
- 2018 : Les Tuche 3 d'Olivier Baroux : Georges Diouf
- 2021 : Les Tuche 4 d'Olivier Baroux : Georges Diouf
- 2023 : Les Trois Mousquetaires : Milady de Martin Bourboulon : Hannibal
- 2025 : Prosper de Yohann Gloaguen : Aristote

#### Courts métrages
- 2009 : Cacheux de David Dusa : Amadou
- 2009 : Omar de Sébastien Gabriel : Omar
- 2011 : Les Sabres (Hasaki Ya Suda) de Cédric Ido : Daigo
- 2012 : Un beau matin de Slony Sow : Prince Oscar
- 2012 : Victorine de Garance Meillon écrit par Christophe Martinolli diffusé sur TV5 Monde et TF1 Séries Films Visa d'exploitation n°139721 : Axel
- 2013 : Intercourses de Jesper Just
- 2013 : 7e ciel de Guillaume Foirest : Jean-Jacques

### Télévision

#### Téléfilms
- 2006 : Préjudices de Frédéric Berthe
- 2007 : L'Embrasement de Philippe Triboit : Bouna
- 2012 : Toussaint Louverture, 1re partie L’envol de l’aigle de Philippe Niang : Isaac à 16 ans
- 2013 : Silences d'État de Frédéric Berthe : Jackson Odhiambo
- 2021 : La Dernière partie de Ludovic Colbeau-Justin : le père Mathieu

#### Séries télévisées
- 2007 : La Commune, 1re saison, 2 épisodes de Philippe Triboit : Housmane Daoud
- 2007 : Hérédités
- 2007 : All power to the people ?
- 2007-2008 : Merci, les enfants vont bien, 3 épisodes de Stéphane Clavier : Mao
- 2007 : Système B
- 2007 : Âmes sœurs
- 2008 : Un nuage passe
- 2009 : PJ, épisode Dérive de Thierry Petit : Yeo
- 2011 : L'Attaque d’Alexandre Pidoux
- 2014 : Détectives, épisode Fantômes de Jean-Marc Rudnicki : Pacôme Traoré
- 2019 : Missions de Julien Lacombe : Samuel Becker
- 2019 : Marianne : Seby (8 épisodes)
- 2020 : Capitaine Marleau, épisode L'arbre aux esclaves de Josée Dayan
- 2023 : Transatlantique : Paul
- 2023 : Split d'Iris Brey : Natan

## Théâtre
En 2019, Ralph Amoussou fait ses débuts sur les planches aux côtés de Jérôme Kircher et Lubna Azabal au Théâtre national de la Colline, sous la direction du metteur en scène et auteur Wajdi Mouawad dans le spectacle Fauves, spectacle dans lequel Ralph Amoussou interprète plusieurs rôles dans quatre langues différentes.[réf. nécessaire]

## Distinctions

### Nomination
- César 2009 : meilleur espoir masculin pour Aide-toi, le ciel t'aidera[7]